# Liste des cours d'eau du Suriname

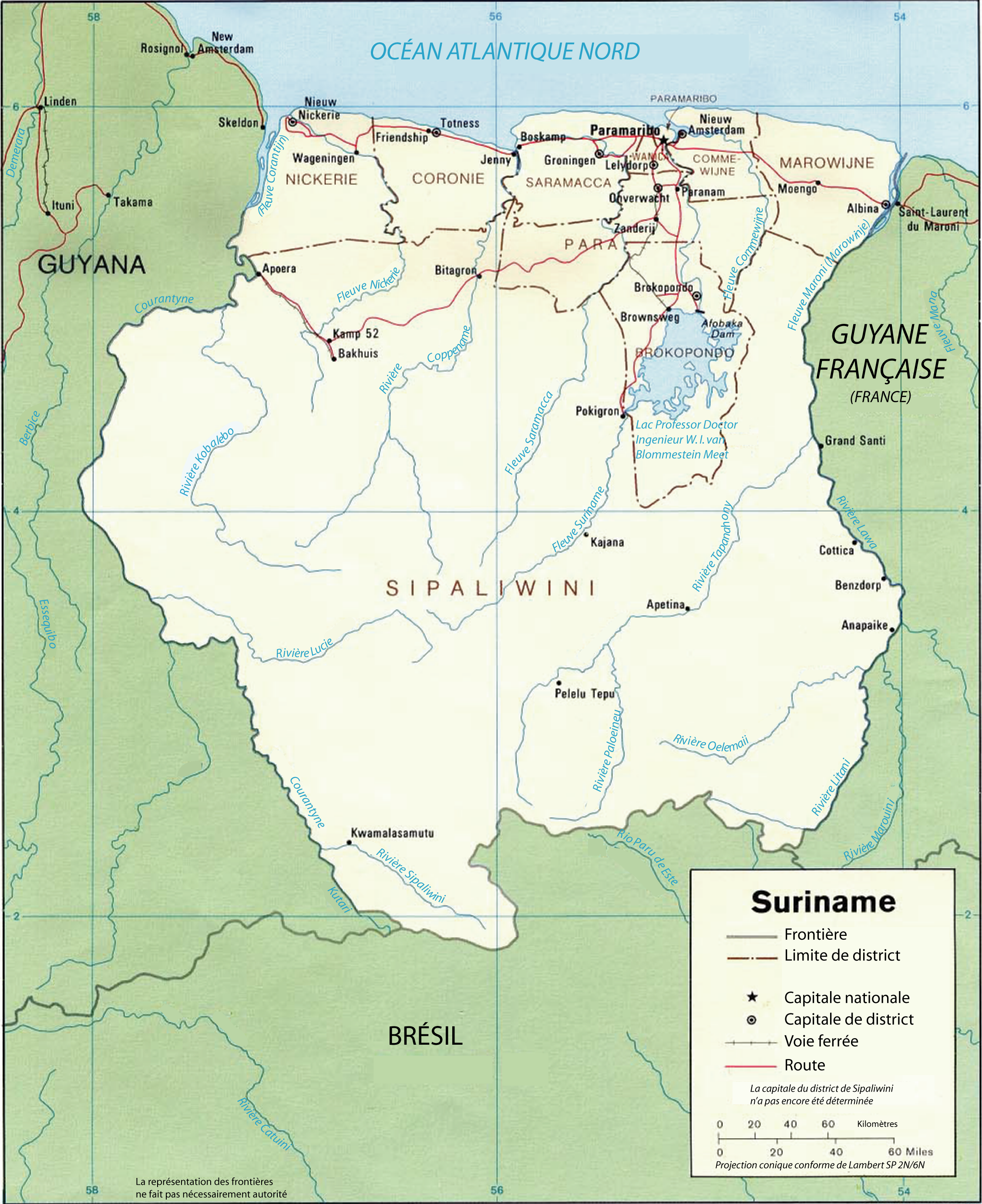
Une carte montrant les rivières les plus importantes du Suriname

Cet article présente une liste des cours d'eau du Suriname regroupé par bassin versant avec leurs affluents.
Océan Atlantique
- Maroni
  - Tapanahoni
    - Paloemeu

  - Gonini
  - Lawa
    - Litani
      - Oelemari

- Suriname
  - Commewijne
    - Cottica

  - Brokopondo
    - Gran Rio

- Saramacca

- Coppename

- Nickerie

- Corentyne
  - Kabalebo
  - Lucie
  - Sipaliwini
  - Kutari

- Coeroeni